# Ishikari
Ishikari (jap. 石狩川 Ishikari-gawa) je rijeka na japanskom otoku Hokkaido. Sa svojih 268 km treća je najduža rijeka u Japanu, a najduže na Hokkaidu. Rijeka ima porječje površine od 14.330 četvornih kilometara što je drugo porječje po veličini u Japanu.
Izvire na istoimenoj planini i teče kroz gradove Asahikawa i Sapporo. Glavni pritoci su Chūbetsu, Uryū, Sorachi i Toyohira. Do prije 40.000 godina Ishikari se ulijevala u Tihi ocean nedaleko Tomakomaija. Lava iz vulkana Shikotsu zapriječila je prolazak vode, te se sada rijeka ulijeva u Japansko more.

## Vanjske poveznice
|  | Zajednički poslužitelj ima još gradiva o temi Ishikari |